# Rafael Olaechea
Rafael Olaechea Albistur (Lesaca, 29 de noviembre de 1922-Loyola, 3 de agosto de 1993) fue un religioso jesuita, profesor universitario e historiador español especialista en el siglo XVIII.

## Biografía
Hijo de una familia navarra, ingresó en la Compañía de Jesus y comenzó la carrera eclesiástica en el Santuario de Loyola. Cursó Teología e inició su formación académica en Filosofía en el Colegio Máximo de Oña, estudios que culminó en la Universidad de Zaragoza donde se licenció en Filosofía y Letras, especialidad en Historia (1955) y se doctoró (1962), en ambas ocasiones con premio extraordinario. En 1958 fue ordenado sacerdote y ese mismo año obtuvo el doctorado en Teología en la Leopold-Franzens-Universität Innsbruck (Austria), pero el título no le fue reconocido en España.

## Obra
Desarrolló toda su carrera docente también en la Universidad de Zaragoza, donde empezó como profesor adjunto interino en 1959 y finalizó como profesor titular de Historia Contemporánea en 1987. Como historiador, destacó por sus conocimientos y trabajos sobre el siglo XVIII en España, Europa y América, así como por sus estudios sobre algunos personajes de la época como el conde de Aranda o Francisco de Lorenzana. También de su obra se significa su tesis doctoral, Las relaciones hispano-romanas en la segunda mitad del siglo XVIII: la Agencia de Preces, así como las aportaciones realizadas al Diccionario de Historia Eclesiástica de España.
En 1987 fue nombrado académico correspondiente de la Real Academia de la Historia.